# 1170-talet

## Händelser
- 1175 - De äldsta delarna av Roskilde domkyrka börjar byggas, den första tegelbyggnaden i Nordeuropa (Skandinavien/Tyskland) sedan Romerska rikets dagar.

## Födda
- 28 juni 1170 - Valdemar Sejr, kung av Danmark.
- 1177 - Håkon Sverresson, kung av Norge.
- 1179 - Snorre Sturlasson, isländsk hövding, historiker, författare och skald.

## Avlidna
- 1170 - Kristina Björnsdotter, drottning av Sverige.